# Jean-Jacques Rousseau
Jean-Jacques Rousseau, francoski književnik, filozof, pedagog in skladatelj, švicarskega rodu * 28. junij 1712, Ženeva, † 2. julij 1778, Ermenonville pri Parizu.
Rousseau je bil razsvetljenski mislec, čigar politične ideje so kasneje vplivale na francosko revolucijo in splošen razvoj sodobne politične ter izobrazbene miselnosti, na prvo z deloma Razprava o izvoru in temeljih neenakosti med ljudmi ter Družbena pogodba, na slednjo predvsem s svojim delom Emil ali O vzgoji.
Deloval je tudi kot glasbeni teoretik in skladatelj, v književnem smislu pa s subjektivističnim konceptom sodi med pionirje sodobnega tipa avtobiografije (Izpovedi). Njegov roman Julija ali nova Heloiza je bil ena od najbolje prodajanih leposlovnih knjig v 18. stoletju in pomemben za razvoj romantike.
V času francoske revolucije je bil Rousseau eden od najbolj priljubljenih filozofov jakobinskega kluba. 16 let po svoji smrti je bil razglašen za narodnega junaka, njegovo truplo pa so pokopali v Pantheonu v Parizu.

## Življenjepis
Rousseaujev oče je bil po poklicu urar; njegova mati je izhajala iz bogate družine. Jean-Jacques Rousseau je bil rojen 28. junija 1712, v slabem zdravstvenem stanju, njegova mati pa je devet dni po porodu zaradi bolezni umrla. Jeana-Jacquesa in njegovega starejšega brata Françoisa je po smrti matere vzgajal oče skupaj s svojo sestro. Prodali so hišo v uglednem delu mesta in se preselili v obrtniško četrt. Ko je bil Rousseau star deset let, se je njegov oče sprl s francoskim častnikom in pobegnil v Nyon. Rousseau je ostal v Ženevi, zanj pa je skrbel stric, ki je Rousseauja nato poslal kot vajenca delat k rezbarju. A Rousseau je že leta 1728 nezadovoljen zapustil Ženevo in nato v Savoji spoznal Louise de Warens, ki ga je prepričala v spreobrnitev v katoliško vero, s čimer je izgubil ženevsko državljanstvo. Njegov odnos do de Warensove je tekom let postal romantičen. V tem času se je Rousseau ukvarjal predvsem z glasbo in poučevanjem.
Leta 1742 je Rousseau odpotoval v Pariz, da bi postal skladatelj. Naslednji dve leti je delal na francoskem veleposlaništvu v Benetkah, potem pa se je vrnil v Pariz, kjer je spoznal služkinjo Therese Levasseur, s katero se je leta 1768 poročil in z njo imel pet otrok, ki so vsi končali v sirotišnici. V tem času je Rousseau spoznal tudi filozofa Diderota in Condillaca in prispeval članke o glasbi za Enciklopedijo.
1750. leta je objavil Razpravo o znanostih in umetnostih kot odziv na natečaj Akademije v Dijonu glede učinkov renesanse na občo človeško moralo. Rousseaujeva razprava je zmagala na natečaju, čeprav je bilo Rousseaujevo mnenje o nekoristnosti umetnosti zelo kontroverzno. V tem času je napisal tudi opero Le Devin du Village (Vaški vedeževalec), nato pa kljub dobremu odzivu prenehal z glasbenim ustvarjanjem. Tri leta kasneje je, kot odziv na nov natečaj prej omenjene akademije, objavil Razprava o izvoru in temeljih neenakosti med ljudmi, ki pa nikoli ni bila ocenjena, saj se je sodnikom zdela predolga. Vseeno je dal Rousseau razpravo objaviti širše, zaradi česar je kmalu dosegla širok krog bralcev. Leta 1756 se je iz Pariza preselil na deželo, kjer je napisal svoja najbolj slavna dela: leta 1761 Julijo ali nova Heloizo, leta 1762 pa Družbeno pogodbo in O vzgoji. Slednji knjigi je oblast zaradi kritike religije prepovedala, Rousseau pa je pobegnil v Ženevo, kjer je začel pisati svojo avtobiografijo, Izpovedi.
Naslednja leta se je selil po Evropi, leta 1767 pa se je vrnil v Francijo in nadaljeval s pisanjem. Tri leta kasneje se je vrnil v Pariz, kjer se je preživljal s prepisovanjem glasbe. Umrl je 3. julija 1778, njegove Izpovedi pa so izšle šele več let po njegovi smrti.

## Filozofija
Človek je, po Rousseauju, po naravi dober in ni storil nikakršnega greha, temveč sta ga pokvarili civilizacija in kultura. To predcivilizacijsko stanje imenuje naravno stanje. Kot meni Rousseau, ves napredek v znanosti, umetnosti, tehniki in gospodarstvu pomeni izgubo izvirne ljudskosti, obče sreče in harmonije. Nedolžno samoljubje, tj. temeljno čustvo naravnega stanja, ki ne krši naravne enakosti in svobode, se pod vplivom razuma pretvarja v egoizem, medtem ko so pretirana čutnost ter pokvarjenost posledica razvijanja umetnosti.
Zasebna lastnina je razdelila ljudi na bogate in revne, oblast pa na močne in šibke. Prvi, ki je prišel do ideje, da vzame del zemlje in reče »to je moje« in ki je pri tem našel dovolj naivne ljudi, da mu verjamejo, je bil pravi ustanovitelj civilizirane družbe. Ogromno zločinov, vojn in smrti bi preprečil tisti, ki bi izkoreninil zasebno lastnino in dejal: »Izgubljeni ste, če pozabite, da pripadajo sadovi vsem, zemlja pa nikomur.« S tem izrekom je Rousseau začel svoje najbolj znano delo Družbena pogodba. Ta misel vsebuje tudi Rousseaujevo glavno idejo o nastanku suverene in svobodne meščanske države, v kateri mora obča volja (volonté généralé) postati izvor in temelj vsakega prava. Zagovarjal je idejo o suverenosti ljudstva (biti suveren = biti nad vsemi), kar pomeni, da ima ljudstvo najvišjo, kralj pa le šibko izvršno oblast. Državo si je predstavljal kot pogodbo med ljudmi. Če si vladar prisvoji suverenost, se pogodba razveljavi, ljudstvo pa ima pravico do upora. S tem je dal ljudstvu možnost, da izvede revolucijo. 
Povedano drugače, zakoni lahko izvirajo lahko le iz skupne volje, sicer lahko veljajo le individualno. Rousseau je zagovarjal državo kot demokracijo manjšega števila prebivalcev, saj naj bi tako bilo lažje usmerjati množice, ki pa naj bi bile po premoženju, običajih in tudi veri čim bolj enaki. Predvsem slednje pomeni dejanski nadzor države nad vero in ne obratno, kot je veljajo v srednjeveški družbi.
Glede na to, da znanost in kultura ustvarjata mnogo zla in izkrivljata osebnost, je treba uvesti čim bolj naravno vzgojo. Zanimiv je tudi njegov pogled na družinsko vzgojo, kjer se naravna vzgoja izraža v modelu prikrite avtoritete vzgojnega okolja. Starši naj ne dokazujejo svoje moči s pomočjo avtoritete, kajti otrok se bo zaradi ljubezni sam obrnil nanje. Otroka naj ne kaznujejo, vzgoja pa naj poteka preko izkustev in skrbjo za otrokovo okolje. Rousseau se je za skrb zavzemal, ker je verjel, da je tako mogoče preprečiti otrokovo neprimerno vedenje in s tem eliminirati potrebo po kaznovanju.
S svojo idejo o svobodi kot substanci človeka, spontanostjo uma in preferiranjem paskalovske logike, je ne samo neposredno vplival na Kanta, Schillerja in Goetheja, pač pa je tudi trajno navdihnil romantično literaturo in navduševal revolucionarne sanjače 18. in 19. stoletja.

## Pomembnejša dela
- Discours sur les sciences et les arts (Razprava o znanostih in umetnostih), 1750
- Discours sur l'origine et les fondements de l'inégalité parmi les hommes (Razprava o izvoru in temeljih neenakosti med ljudmi), 1754
- Lettre a M. d’Alembert sur les Spectacles (Pismo gospodu d’Alembertu), 1758
- Julie, ou la nouvelle Héloïse (Julija ali nova Heloiza), 1761
- Émile ou de l'éducation (Emil ali O vzgoji), 1762
- Du contrat social (Družbena pogodba), 1762
- Les Confessions (Izpovedi), 1770/1782
- Essai sur l'origine des langues (Esej o izvoru jezikov), 1781

## Dela, prevedena v slovenščino
- Družbena pogodba (Ljubljana: Krtina, 2001. ISBN 961-6174-57-6)
- Družbena pogodba ali načela državnega prava (Ljubljana: Cankarjeva založba, 1960.)
- Emil ali O vzgoji (Novo mesto: Pedagoška obzorja, 1997. ISBN 961-90335-2-3)
- Esej o izvoru jezikov, v katerem se govori o melodiji in glasbenem posnemanju (Ljubljana: Krtina, 1999. ISBN 961-6174-45-2)
- Izpovedi (Ljubljana: Slovenska matica, 1955.)
- Izpovedi. Zv. 2 (Ljubljana: Slovenska matica, 1956.)
- Izpovedi. Zv. 3 (Ljubljana: Slovenska matica, 1956.)
- Julija ali nova Heloiza (izbrani odlomki) (Ljubljana: DZS, 2008. ISBN 978-961-02-0051-2)
- Razprava o izvoru in temeljih neenakosti med ljudmi (Ljubljana: Študentska organizacija Univerze v Ljubljani, 1993. ISBN 86-7347-041-2)

Članki:
- O Molièrovem Ljudomrzniku  (Ljubljana: Gledališki list SNG, Drama, 2000. ISSN C500-0408; 2350-3769.- Letn. 79, št. 9 (1999/2000), str. 29-32)
- Pismo Christophu de Beaumontu (Ljubljana: Problemi: revija za kulturo in družbena vprašanja. ISSN 0555-2419.- 26, 11, str. 159-167)
- Treba je bilo nasmejati občinstvo (Ljubljana: Gledališki list, 1994. ISSN C500-0386; 1580-5484.- 39, št. 2 (1994/95), str. 14-18)
- Vzgoja Sofije in O kreposti (Ljubljana: Sodobna pedagogika, 2012. ISSN 0038-0475.- Letn. 63 = 129, št. 4 (okt 2012), str. 122-128)